# Desna sredina
Desna sredina je politična pozicija v okviru političnega spektra. Nagiba se k desni strani, a je bliže sredini. Med letoma 1780 in 1880 je v zahodnem svetu prišlo do premika v strukturi družbenih razredov in gospodarstva, odmika od plemstva in merkantilizma proti kapitalizmu. Ta splošni gospodarski premik je vplival na desnosredinska gibanja, kot je Konservativna stranka Združenega kraljestva, ki se je odzvala tako, da je postala podpora kapitalizmu.
Mednarodna demokratska zveza je zavezništvo desnosredinskih (pa tudi nekaterih drugih desnih) političnih strank – vključno s Konservativno stranko Združenega kraljestva, Konservativno stranko Kanade, Republikansko stranko Združenih držav Amerike, Liberalno stranko Avstralije, Novozelandsko nacionalno stranko, Slovensko demokratsko stranko in krščansko demokratske stranke –, ki se zavzemajo za človekove pravice in gospodarski razvoj. 
Ideologije, označene kot desnosredinske, med drugim vključujejo liberalni konzervativizem ter nekatere različice liberalizma in krščanske demokracije. Na gospodarske vidike sodobne desne sredine je vplival ekonomski liberalizem, ki v splošnem podpira proste trge, omejeno vladno porabo in druge politike, ki so močno povezane z neoliberalizmom. Zmerna desnica ni niti univerzalno družbeno konzervativna niti kulturno liberalna in pogosto združuje obe prepričanji s podporo državljanskim svoboščinam in elementi tradicionalizma.
Zgodovinski primeri desnosredinskih miselnih šol so konservatizem enega naroda v Združenem kraljestvu, rdeči torijci v Kanadi in Rockefellerjevi republikanci v Združenih državah Amerike. Novi demokrati so sprejeli tudi več vidikov desnosredinske politike, vključno z uravnoteženimi proračuni, prosto trgovino in reformo socialnega varstva. Te ideološke frakcije so v nasprotju s politiko skrajne desnice in desničarskim populizmom. Prav tako bolj podpirajo kulturni liberalizem in zeleni konservativizem kot desničarske različice.
Glede na študijo iz leta 2019 so imele desnosredinske stranke leta 2018 približno 27 odstotkov deleža glasov v 21 zahodnih demokracijah. Leta 1960 je bila njihova podpora 37 odstotna.

## Zgodovina

### Francoska revolucija do Druge svetovne vojne
Izrazit navdih za desno sredino (zlasti v Veliki Britaniji) je bil tradicionalistični konservativizem Edmunda Burka. Njegov tradicionalistični konservativizem je bil zmernejši od kontinentalnega konservativizma, ki ga je razvil Joseph de Maistre v Franciji, ki je po izkušnji francoske revolucije popolnoma obsodil status quo, ki je obstajal neposredno pred revolucijo (za razliko od Burka), de Maistre pa je iskal reakcionarno protirevolucijo, ki bi razbila vso moderno družbo in jo vrnila v strogo versko temelječo družbo. Medtem ko je Burke obsodil francosko revolucijo, je podprl ameriško revolucijo, ki jo je imel za konservativno revolucijo. Burke je trdil, da so se Američani uprli iz istega razloga kot Angleži med Slavno revolucijo, v obeh primerih pa je monarh prekoračil meje svojih dolžnosti. Burke je trdil, da je bila ameriška revolucija upravičena, ker je kralj Jurij III. prekoračil svoje pravice z uvedbo davkov ameriškim kolonistom brez njihovega soglasja. Burke je nasprotoval francoski revoluciji, ker je nasprotoval njenemu antitradicionalizmu in njeni uporabi abstraktnih idej, kot je Deklaracija o pravicah človeka in državljana, in njen univerzalni egalitarizem, ki ga je Burke grajal s trditvijo, da dejansko podpira "frizerje", ki so sposobni biti politiki.
V Veliki Britaniji je bilo tradicionalistično konservativno gibanje zastopano v britanski konservativni stranki. Konservativni predsednik vlade Združenega kraljestva Benjamin Disraeli je skušal obravnavati socialne probleme, ki so prizadeli delavski razred zaradi pomanjkanja pomoči laissez-faire gospodarstva, in oblikoval svoj konservativzem ene nacije, ki je trdil, da je pomanjkanje pomoči nižjim razredom britansko družbo razdelilo na dva naroda – bogatega in revnega, kot rezultat neomejenega zasebnega podjetništva, je trdil, da želi to razbiti. Disraeli je dejal, da podpira združen britanski narod, medtem ko je predstavil druge stranke, ki predstavljajo višji ali nižji razred. Disraeli je bil nenaklonjen prosti trgovini in dajal prednost aristokratskemu paternalizmu ter spodbujanju imperializma. Vendar pa je z oživitvijo socialističnega gibanja v Veliki Britaniji z vzponom laburistične stranke in propadom liberalne stranke Konservativna stranka postala zagovornica kapitalizma in nasprotnica socializma, medtem ko se je zagovarjanje kapitalizma spodbujalo znotraj načela tradicionalističnega konzervativizma.
Drugo desnosredinsko gibanje, ki je nastalo v Franciji kot odgovor na francosko revolucijo, je bil začetek gibanja krščanske demokracije, kjer so zmerni konservativni katoličani sprejeli demokratične elemente francoske revolucije. Prvo krščansko demokratsko stranko je leta 1919 v Italiji ustanovil Luigi Sturzo, vendar jo je italijanski fašistični režim zatrl, zato je bila prisiljena v izgnanstvo v Francijo. Tam je Sturzo ustanovil mednarodno gibanje, ki je podpiralo oblikovanje skupnega evropskega trga in evropske integracije za preprečevanje vojne. Med tistimi, ki so se udeležili skupine, so bili kasnejši nemški kancler Konrad Adenauer, Alcide de Gasperi in Robert Schuman.

### Po drugi svetovni vojni
V Evropi so po drugi svetovni vojni desnosredinske krščanskodemokratske stranke nastale kot močna politična gibanja, medtem ko so katoliška tradicionalistična gibanja pojenjala. Krščanskodemokratska gibanja so postala pomembna v Avstriji, državah Beneluksa, Nemčiji in Italiji.
Neoliberalizem je nastal kot ekonomska teorija Miltona Friedmana, ki je obsojal vladni intervencionizem v gospodarstvu, ki ga je povezoval s socializmom in kolektivizmom. Neoliberalci so zavračali keynesiansko ekonomijo, za katero so trdili, da zagovarjajo prevelik poudarek na zmanjšanju brezposelnosti kot odgovor na njihovo opazovanje velike depresije, pri čemer so kot pravi problem identificirali inflacijo in zagovarjali politiko monetarizma za spopadanje z njo.
Neoliberalno ekonomijo je podprla konservativna britanska premierka Margaret Thatcher, ki jo je kot del konservativizma prostega trga prilagodila razvoju ameriškega konservativizma, medtem ko je tradicionalistični konservativizem znotraj britanske konservativne stranke postal manj vpliven. Kljub temu ima britanska konservativna stranka še vedno veliko tradicionalno konservativno bazo, zlasti konservativno Cornerstone Group. Thatcherjeva je javno podpirala desnosredinsko politiko in podpirala njeno širjenje v Vzhodni Evropi po koncu marksistično-leninističnih režimov v poznih osemdesetih in zgodnjih devetdesetih letih 20. stoletja. Po propadu komunizma v Vzhodni Evropi so se tam pojavile različne desnosredinske politične stranke, med njimi številne, ki podpirajo neoliberalizem.
V Združenih državah je predsednik Ronald Reagan (1981–1989) sprejel številne politike, ki izhajajo iz ekonomskih teorij Miltona Friedmana, vključno z načeli čikaške šole ekonomije in monetarizma. Medtem ko so socialni konservativci in vzpon krščanske desnice veliko prispevali k oblikovanju Reaganove koalicije, je imel predsednik tudi podporo desnosredinskih ekonomskih neoliberalcev. Z uporabo Friedmanovih neoliberalnih teorij je Reaganova administracija znižala mejni davek na dohodek s 70 % na 28 %  in upočasnila rast državne porabe z 10 % leta 1982 na 1 % leta 1987, s čimer je znižal inflacijo s 13,5 % na 4,1 % in civilno brezposelnost s 7,6 % na 5,5 % delovne sile.